# Сек'юріті-Вайдфілд (Колорадо)
Сек'юріті-Вайдфілд (англ. Security-Widefield) — переписна місцевість (CDP) в США, в окрузі Ель-Пасо штату Колорадо. Населення — 38 639 осіб (2020).

## Географія
Сек'юріті-Вайдфілд розташоване за координатами 38°44′43″ пн. ш. 104°42′51″ зх. д. / 38.74528° пн. ш. 104.71417° зх. д. (38.745317, -104.714260).  За даними Бюро перепису населення США в 2010 році переписна місцевість мала площу 36,57 км², з яких 35,32 км² — суходіл та 1,25 км² — водойми.

## Демографія
Згідно з переписом 2010 року, у переписній місцевості мешкали 32 882 особи в 11 346 домогосподарствах у складі 8943 родин. Густота населення становила 899 осіб/км².  Було 11842 помешкання (324/км²).
Расовий склад населення:
| - 72,8 % — білих - 10,1 % — чорних або афроамериканців - 2,9 % — азіатів - 1,0 % — корінних американців - 0,8 % — вихідців з тихоокеанських островів - 5,6 % — осіб інших рас |

До двох чи більше рас належало 6,7 %. Частка іспаномовних становила 17,9 % від усіх жителів.
За віковим діапазоном населення розподілялося таким чином: 28,8 % — особи молодші 18 років, 60,7 % — особи у віці 18—64 років, 10,5 % — особи у віці 65 років та старші. Медіана віку мешканця становила 34,6 року. На 100 осіб жіночої статі у переписній місцевості припадало 94,7 чоловіків;  на 100 жінок у віці від 18 років та старших — 90,5 чоловіків також старших 18 років.
Середній дохід на одне домашнє господарство  становив 67 055 доларів США (медіана — 57 375), а середній дохід на одну сім'ю — 70 483 долари (медіана — 61 422). Медіана доходів становила 45 074 долари для чоловіків та 34 911 долар для жінок. За межею бідності перебувало 10,2 % осіб, у тому числі 16,0 % дітей у віці до 18 років та 3,6 % осіб у віці 65 років та старших.
Цивільне працевлаштоване населення становило 14 664 особи. Основні галузі зайнятості: освіта, охорона здоров'я та соціальна допомога — 21,8 %, роздрібна торгівля — 13,4 %, науковці, спеціалісти, менеджери — 11,7 %, мистецтво, розваги та відпочинок — 11,2 %.